# Cañón del río Guaire

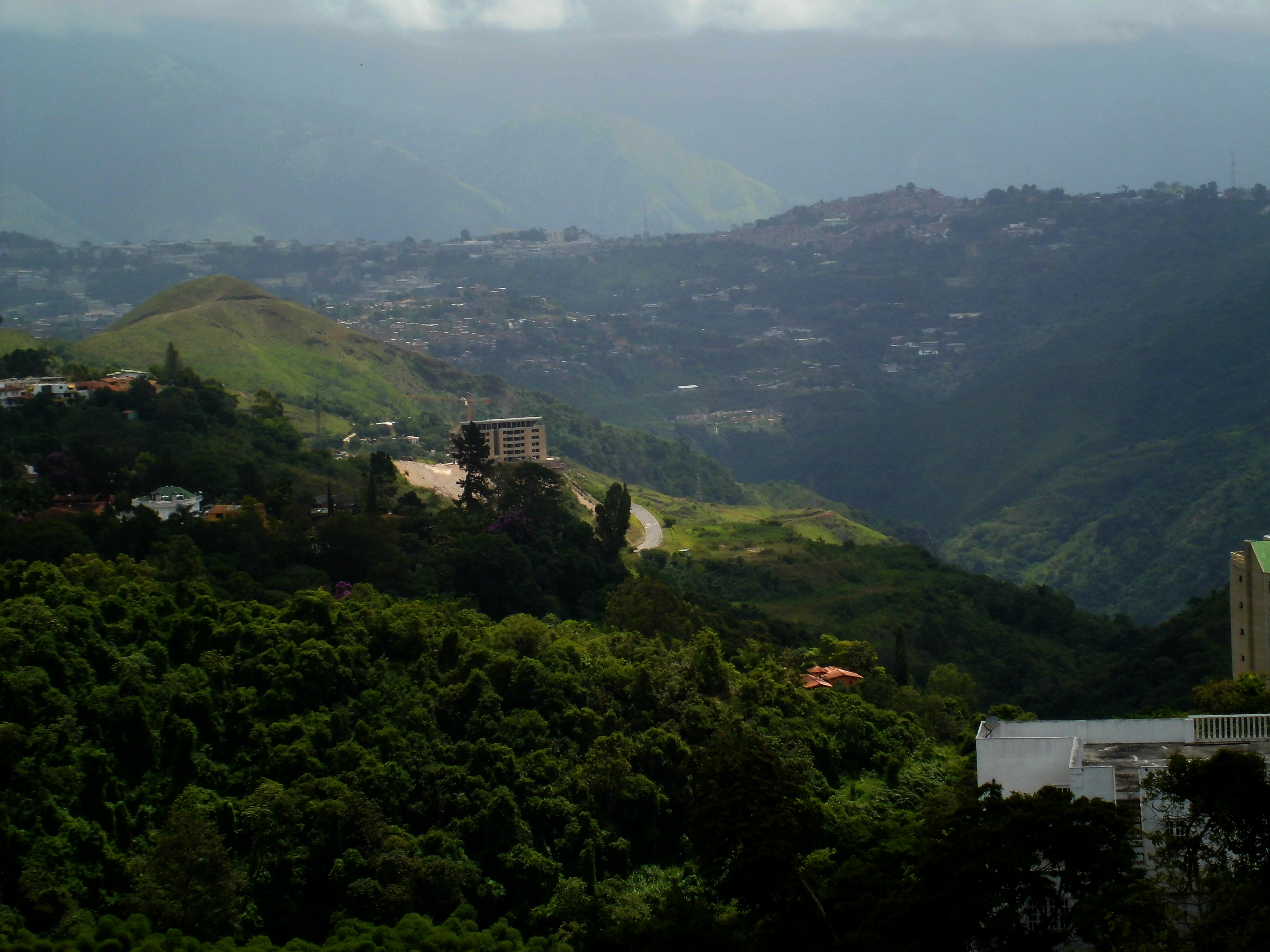
Cañón del río Guaire 2013 fotografiado desde Centro Comercial Terrazas de La lagunita

Cañón del río Guaire zona de El Encantado es una garganta rocosa por donde el río Guaire se desplaza en sentido sureste, se inicia esta condición al pasar en su recorrido por la población de Petare hasta la población de Santa Lucía ambas en el estado  Miranda Venezuela.

## Sobre el cañón
El río Guaire es principal río de la ciudad de Caracas, atraviesa la ciudad de oeste a este hasta la localidad de Petare donde su curso toma rumbo sureste y se torna un río con pendiente escabrosa y sobre un lecho rocoso, esta característica del río con pendiente la mantiene hasta la población de Santa Lucía, en el estado Miranda
En esta zona de El Encantado o cañón  en donde se desvía su curso se desplaza a través de una garganta originada en una zona de fractura, el  paisaje está formado en casi su totalidad grandes peñones abruptos con topografía kárstica característica, constituida de Mármol de Zenda del Jurásico tardío, en la zona se observan cuevas, simas y depresiones; un ejemplo de es el llamado Peñón de las Guacas o de Los Carraos, al este de la Urbanización La Lagunita Country Club, donde el río Guaire forma un profundo cañón  y en él se localizan encalvadas en el peñón la Cueva Zuloaga (Mi.42) y la Cueva los Carraos (Mi.14)
Es precisamente en esta zona por donde el río circula por una zona de pendiente y que sus aguas toman velocidad donde en el año de 1897 el ingeniero Ricardo Zuloaga construye y pone en funcionamiento la Estación El Encantado primera planta hidroeléctrica de Venezuela  y de Latinoamérica para suministrar energía eléctrica la ciudad de Caracas y unos años más tarde construirá otras dos plantas más las estaciones de los Naranjos y de Lira.

## Galería

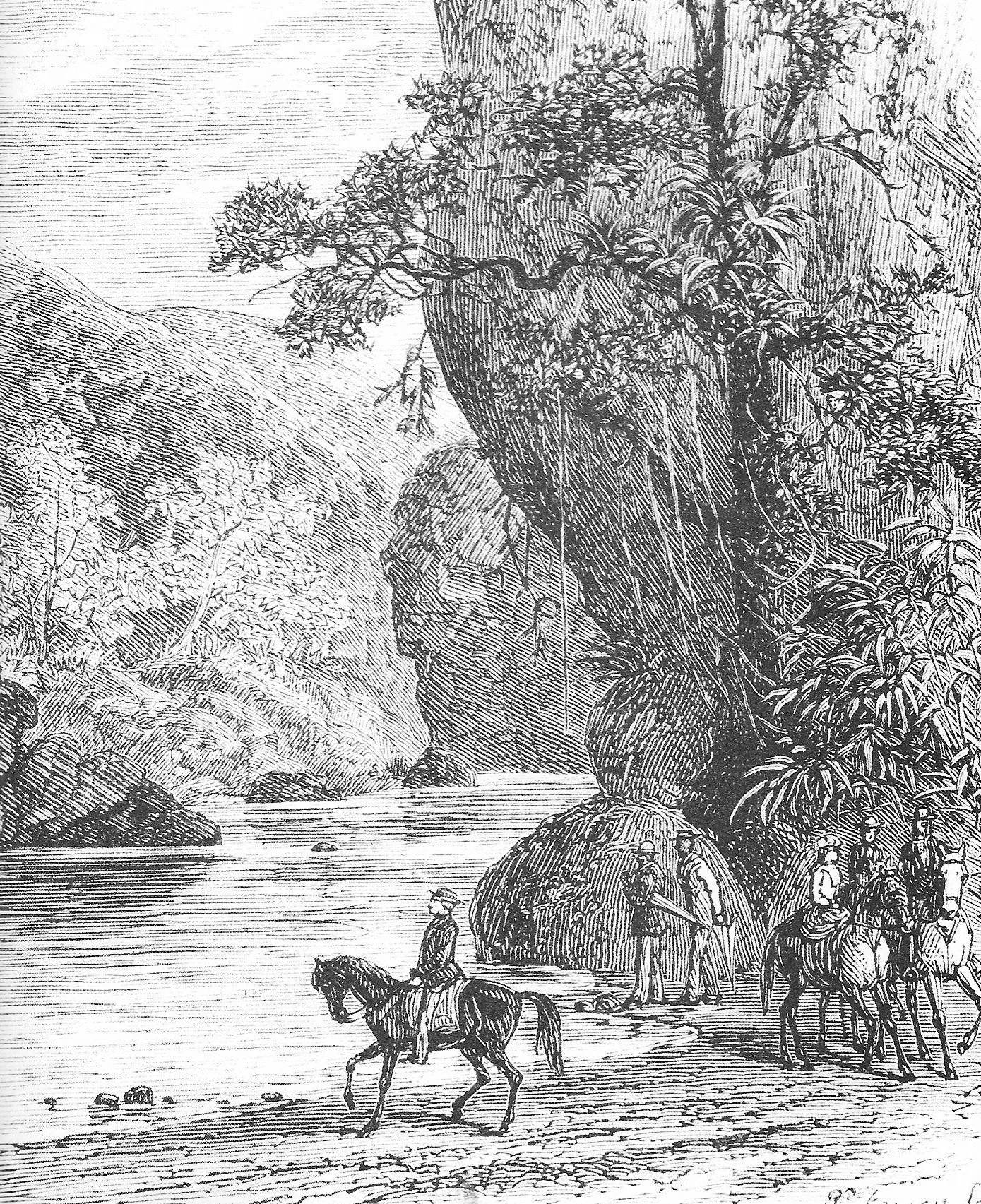
Vista del Peñón de El Encantado con el grupo de excursionistas acompañantes de James Mudie Spence en 1872. Grabado a partir de una acuarela de Ramón Bolet (1836-1876)
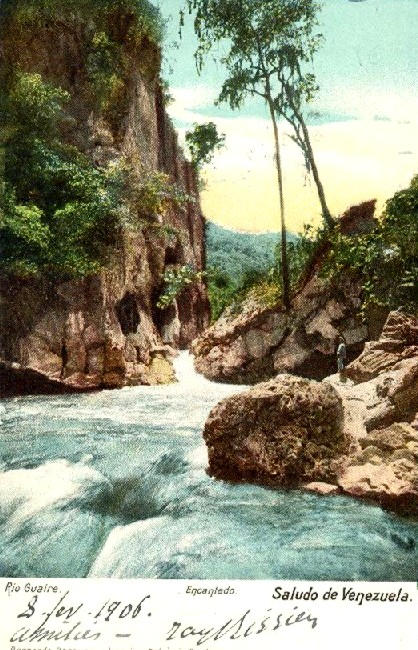
Postal de 1906 donde se aprecia Cañón del río  Guaire también se observa la pared este del Peñón de las Guacas
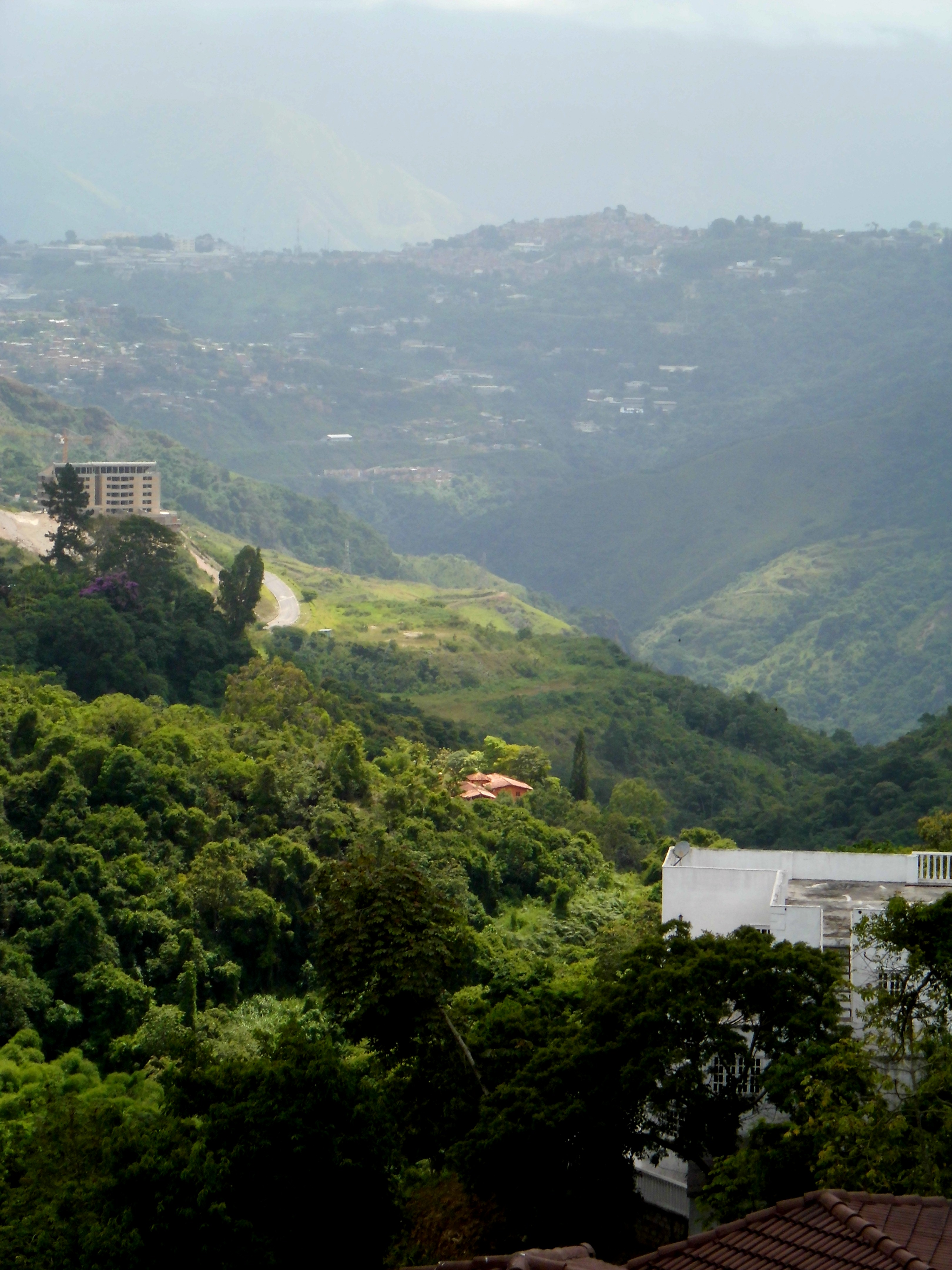
Cañón del río Guaire 2013 fotografiado desde Centro Comercial Terrazas de La Lagunita